# Survival (singel Muse)
Survival – pierwszy singel Muse z albumu The 2nd Law. Drugim oficjalnym singlem jest „Madness”, a kolejnym Supremacy.
Piosenka ta, jest oficjalną piosenką Letnich Igrzysk Olimpijskich w Londynie 2012.
Oficjalny klip do tej piosenki przedstawia odliczanie z 2012 roku do 1896, daty pierwszych nowożytnych Igrzysk Olimpijskich. Po odliczaniu pojawiają się fragmenty z przeszłych olimpiad.

## Wydanie
Premiera miała miejsce 27 czerwca na antenie radiowej BBC Radio 1 na programie Zane’a Lowe. Odbył się także debiut wstępu do tej piosenki, który nazywa się „Prelude”.